# ليونيل زوما
ليونيل زوما (10 سبتمبر 1993 بليون في فرنسا - ) (بالفرنسية: Lionel Zouma)‏ هو لاعب كرة قدم فرنسي في مركز الدفاع. شارك مع منتخب فرنسا تحت 19 سنة لكرة القدم. أما مع النوادي، فقد لعب مع نادي سوشو.

## وصلات خارجية
- ليونيل زوما على موقع الاتحاد الأوربي (الإنجليزية)
- ليونيل زوما على موقع رابطة كرة القدم الفرنسية للمحترفين (الإنجليزية)
- ليونيل زوما على موقع قاعدة بيانات كرة القدم.إي يو (الإنجليزية)
- ليونيل زوما على موقع ليكيب (الفرنسية)
- ليونيل زوما على موقع Soccerway.com (الإنجليزية)
- ليونيل زوما على موقع عالم كرة القدم.نت (الإنجليزية)
- ليونيل زوما على موقع AS.com (الإسبانية)